# كرايسي فوتسو
كرايسي فوتسو (بالفرنسية: Kareyce Fotso)‏ هي مغنية وكاتبة اغاني ومنتجة كاميرونية  · 

## السيرة الذاتية
تخرجت من الجامعة في مجال الكيمياء الحيوية ، وانتقلت إلى السينما وحصلت على مجال التصوير السمعي البصري و التصوير الفوتوغرافي.
في عام 2009، مثلت الكاميرون في ألعاب  الفرانكو وحصلت على «تأشيرة لخلق» ثقافة فرنسية.